# Cardross (Île-du-Prince-Édouard)
Cardross est une communauté dans le comté de Kings de l'Île-du-Prince-Édouard.